# 村角ダイチ
村角 ダイチ（むらすみ だいち、1985年11月24日 - ）は、日本の俳優。鹿児島県出身。

## 来歴
実兄は、同じ劇団の主宰である村角太洋。
バンドマンを目指していたが、2010年に兄が劇団「THE ROB CARLTON」を結成したので、最初は裏方の手伝いをするだけのつもりだったが役者の道へ進むことになり全作品に出演している。
所属以外の活動では、関西周辺の劇団や、ヨーロッパ企画関連作品への出演が多く、2018年からはテレビドラマへの出演機会が増えてきている。

## 出演作品

### 舞台
THE ROB CARLTON 公演
- 作品一覧はこちらを参照

ヨーロッパ企画 公演
- 夢! 鴨川歌合戦（2014年、元・立誠小学校 他）
- コメディホール（2014年、元・立誠小学校）
- 逆張ヶ浜に夕陽が落ちる（2024年、THEATRE E9 KYOTO 他）[5]

その他
- Dance Fanfare Kyoto vol.03（2015年、元・立誠小学校）
- エイチエムピー・シアターカンパニー「阿部定の犬」（2015年、AI・HALL 他）
- 2016年
  - ホルマリン兄弟「TOUCHABLES」（メイシアター）
  - 男肉 du Soleil「愛・自分博覧会」（元・立誠小学校）[6]
  - ウミ下着「いつか みんな なかったことに」（京都KAIKA）
  - マゴノテ「課金型エベント〜続きが見たい方は有料になります〜」（元・立誠小学校）
- 2017年
  - 劇団925「福喜多さんちの三兄弟１０ 〜蒲公英の頃〜」（in→dependent theatre 2nd）
  - 黒田たもつ Presents「つな」（ABCホール）
  - 橋田ゆういちろうのカンパニー「エートー・オブ・ザ・デッド」（シアター・エートー）
  - KING&HEAVY「バグリン・ファイブ」（HEP HALL）[7]
- 2018年
  - 黒田たもつ Presents「ボランチェア」（HEP HALL）[8]
  - ばぶれるりぐる「ほたえる人ら」（in→dependent theatre 1st）[9]
  - Small town, Big city（ABCホール）[10]
  - INDEPENDENT:18「三代目姐御」（in→dependent theatre 2nd）音楽担当
- 2019年
  - ばぶれるりぐる「ほたえる人ら」（AI・HALL）[11]
- 2025年
  - VS.（ABCホール）[12]
  - じゃりン子チエ（大阪松竹座）[13]

### テレビ
- ヨーロッパ企画の暗い旅（2011年 -　、KBS京都）[15]
- 私たちがプロポーズされないのには、101の理由があってだな（2014年、LaLa TV）アニメ部分 - 音楽担当
- ドラマUR「引っ越し先は団地になりまして」（2015年、J:COM）4話出演
- 2018年
  - 連続テレビ小説　わろてんか（NHK）伊能の部下 役
  - 大阪環状線 Part4 ひと駅ごとのスマイル（関西テレビ）桜ノ宮駅 父親 役
- 2019年
  - 歴史秘話ヒストリア（NHK）
  - 連続テレビ小説　まんぷく（NHK）大村繁彦 役
  - やじ×きた 元祖・東海道中膝栗毛（BSテレビ東京）源蔵 役
  - 水戸黄門（BS-TBS）おくまの子分"牛"役
  - ミナミの帝王ZERO（関西テレビ）社員A 役
  - 科捜研の女 season19（テレビ朝日）第12話 平野竜也 役
  - 刑事ゼロ（テレビ朝日）高野（映画研究会部員）役
- 2020年
  - 心の傷を癒すということ（NHK）
- 2021年
  - 連続テレビ小説　おちょやん（NHK）特高 役
  - いりびと-異邦人-（WOWOW） - IT社長 黒川 役
  - 科捜研の女 season21（テレビ朝日）第11話　桜井健介 役
- 2022年
  - 科捜研の女 season22（テレビ朝日）第5話　Xin Wang 役

### 映画
- 大歳倫弘 監督「娘さんをください2.0」（2015年）
- タクシードライバー祗園太郎 THE MOVIE すべての葛野郎に捧ぐ（2016年）今西善也 役 [16]
- ウエダアツシ監督「天使のいる図書館」（2017年）
- 諏訪雅 監督「マスマティックな夕暮れ」（2017年）

### Web
- およげないん 京都激闘篇 第3話（2025年2月9日、東映特撮ファンクラブ）

### CM
- 明和製紙原料「けすぷろ」（2018年）
- アークレイ（2018年）ラジオCM